# Blandfordia cunninghamii
Blandfordia cunninghamii är en enhjärtbladig växtart som beskrevs av John Lindley. Blandfordia cunninghamii ingår i släktet Blandfordia och familjen Blandfordiaceae. Inga underarter finns listade i Catalogue of Life.

## Bildgalleri

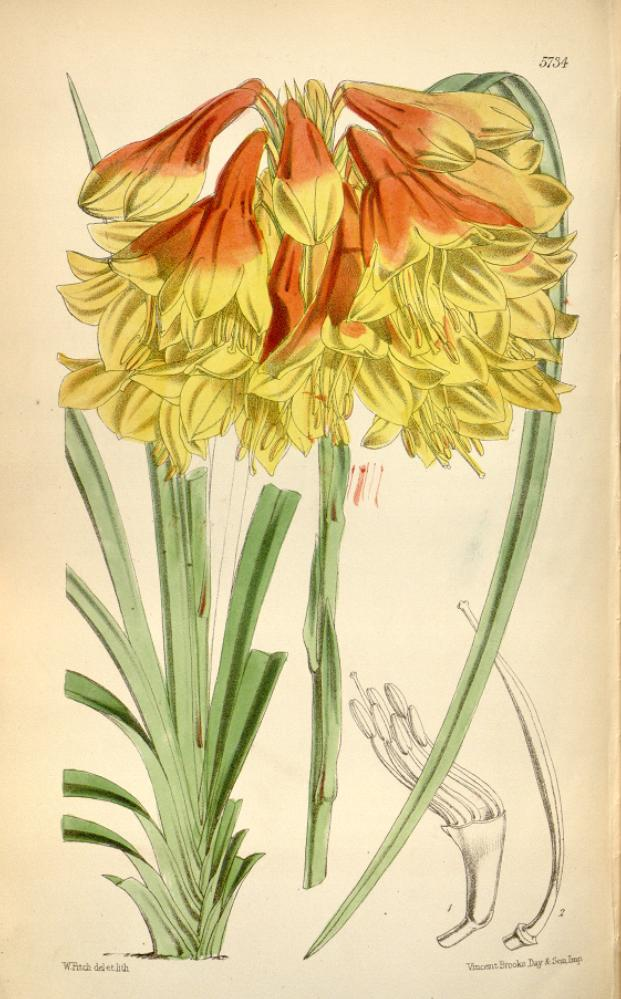